# Центральный рынок (Гонконг)
Центральный рынок (кит. 中環街市) — первый продовольственный рынок Гонконга. Расположен в центре города между улицами Джубили, Королева Виктория, Куин Роудз Сентрал и Де Вё Роудз Сентрал. Является одним из двух рынков Гонконга, построенных в стиле модернизм. Второй — рынок Ваньчай.

## История
До момента возведения здания рынка на данном месте располагался Кантонский базар, который был основан в 1842 году на Куин Роудз Сентрал. В 1843 году он был также известен как Миддл-базар. Позднее китайское население было вынуждено переехать из Центра в район Тай Пин Шань из-за серии пожаров. Затем на месте рынка были воздвигнуты жилые домами для европейцев. Базар был перенесён на Квинсуэй. Здесь размещались китайские мебельщики, столяры-краснодеревщики и магазины сувениров. Из-за близости к военно-морской верфи и строительства военного городка рынок пришлось перенести. В 1850-х годах он оказался на своём нынешнем месте.
Рынок был перестроен в 1858 году, а в 1895 году его полностью заменили на отделанное мрамором здание в западном стиле. Перестроенный рынок представлял собой трёхэтажное здание в Викторианском стиле с башней посередине.
В 1937 году рынок снова был снесён, на этот раз на его месте построили здание, которое сохранилось до наших дней. Строительство было завершено в 1938 году и обошлось в 900 000 гонконгских долларов. Рынок вновь открылся 1 мая 1939 года.
Во время японской оккупации в период с 1941 по 1945 год китайское название рынка было изменено с 中環街市 (чун ван кай ши) на 中央市場 (чун ен ши чунг). Китайское название было восстановлено только в 1993 году. Центральный рынок был крупнейшим мясным рынком в Юго-Восточной Азии.
В марте 2003 года, рынок был закрыт.
Начиная с 2003 года рынок находился в полузаброшенном состоянии.
С 2017 по 2021 год в была проведена капитальная реконструкцию рынка. За ходом работ наблюдало Управление городского благоустройства.
Рынок был вновь открыт для посетителей 23 августа 2021 года как новый центр розничной торговли, закусочных и общественных зон. В ходе реконструкции были сохранены некоторые оригинальные архитектурные сооружения, такие как торговые палатки и лестница.

## Фотогалерея
- рынок в 1940 году
- рынок до реставрации
- рынок после реставрации 2021 года